# Gesees
Gesees – gmina w Niemczech, w kraju związkowym Bawaria, w rejencji Górna Frankonia, w regionie Oberfranken-Ost, w powiecie Bayreuth, wchodzi w skład wspólnoty administracyjnej Mistelbach. Leży w Szwajcarii Frankońskiej, przy autostradzie A9. 1 stycznia 2020 do gminy przyłączono 54 ha, pochodzące ze zlikwidowanego obszaru wolnego administracyjnie Lindenhardter Forst-Nordwest.
Gmina położona jest ok. 5 km na południe od Bayreuth, ok. 45 km na wschód od Bamberga i ok. 59 km na północny wschód od Norymbergi.

## Podział administracyjny
Gmina składa się z następujących części:
- Eichenreuth
- Forkendorf
- Forstmühle
- Gesees
- Hohenfichten
- Lichtenheide
- Spänfleck
- Thalmühle

## Zabytki i atrakcje
- Kościół pielgrzymkowy pw. NMP (Sankt Marien)